# حرائق غابات نيومكسيكو 2021
حرائق غابات نيومكسيكو 2021 هي سلسلة مستمرة من حرائق الغابات التي اشتعلت في جميع أنحاء ولاية نيومكسيكو. اعتبارًا من 7 يوليو 2021 كان هناك ما لا يقل عن 363 حريقًا في جميع أنحاء الولاية التي أحرقت ما لا يقل عن 121.277 فدانًا (49،079 هكتارًا).

## النظرة المبكرة
تماشيًا مع التوقعات العامة لـ «موسم حرائق غابات نشط للغاية» في غرب الولايات المتحدة، توقع المسؤولون المحليون والولاية في نيو مكسيكو موسم حرائق غابات شديد بشكل خاص للولاية، مستشهدين بآثار ظروف الجفاف المستمرة التي تجعل الغطاء النباتي أكثر عرضة للحرائق. توقعت الخدمات التنبؤية التابعة لمركز التنسيق الجنوبي الغربي وجود مخاطر أعلى من المعتاد لحدوث حرائق برية كبيرة لشهري مايو ويونيو للولاية بأكملها، مع عودة احتمالية الحريق إلى الوضع الطبيعي بحلول يوليو مع وصول الرياح الموسمية العادية إلى فوق العادية في الوقت المناسب.